# Opération Joséphine B
L’opération Joséphine B est, pendant la Seconde Guerre mondiale, une mission Action en territoire français, qui fut organisée — peu après l'opération Savanna — par la France libre, conjointement avec le Special Operations Executive et avec les moyens de la Royal Air Force (pour les parachutages). Elle réussit à mettre hors service en juin 1941 un poste de transformation électrique à Pessac, près de Bordeaux.

## Protagonistes
Responsables
- Commandant Passy, chef du 2e bureau (service de renseignements de la France libre),
- Major R. H. Barry, du Special Operations Executive.
- Eric Piquet-Wicks, chef de la toute récente section RF du SOE.

Équipe d’exécution
- Sergent[1] Jean Forman,
- Sous-lieutenant Cabard,
- Sergent-chef André Varnier,
- Sergent Joël Le Tac.

## Préparation de la mission
Le poste de transformation de Pessac, près de Bordeaux, identifié depuis longtemps par le SOE comme une cible particulièrement intéressante mais difficile à atteindre par l'aviation, est visé selon le plan suivant : une équipe de saboteurs sera parachutée clandestinement près de l'objectif. Ils placeront sur les transformateurs des bombes aimantées déclenchées par des crayons allumeurs à retardement (time-pencils) et reliées à des grenades incendiaires qui parachèveront la destruction, après l'explosion, en mettant le feu à l'huile des transformateurs. L'équipe sera ensuite récupérée par sous-marin près de la plage de Mimizan.

## Exécution de la mission
Dans un premier temps, les Britanniques tentent de réaliser l'opération à la lune d'avril 1941, en se passant des Français. C'est un échec. Selon Henri Noguères : 

« Cette première tentative, confiée par le SOE à un stick de six Polonais, avait mal commencé et s'était tragiquement achevée : deux conteneurs ayant été lâchés par erreur à une trop grande distance de la zone de largage, l'opération avait été annulée et l'avion avait rebroussé chemin ; mais à l'atterrissage, il avait capoté et pris feu. Plusieurs membres de l'équipage avaient été carbonisés, et tous les Polonais avaient été gravement blessés. L'avion ainsi détruit étant le seul dont les aménagements permettaient de larguer des containers, il avait fallu, en toute hâte, transformer un autre Whitley et recourir aux parachutistes de la France libre. »

H. R. Barry et Piquet-Wicks s'adressent au commandant Passy. Ensemble, ils montent à nouveau l'opération avec des parachutistes de la France libre.
Dans la nuit du 11 au 12 mai 1941, les sous-lieutenants Forman, Cabard et Varnier sont parachutés, avec leur équipement prévu pour le sabotage. L'équipe fait une première tentative. Les trois officiers se regroupent et atteignent l'objectif. Mais la présence d'un câble à haute tension passant au-dessus du mur d'enceinte et le bruit fait par une patrouille les dissuadent d'entreprendre le sabotage, qui leur paraît voué à l'échec. Ils renoncent. Ils manquent le rendez-vous avec le sous-marin qui doit les récupérer près de Mimizan et les ramener en Angleterre.
Forman, à qui avait été communiquée, avant son départ d'Angleterre, une adresse où joindre Joël Le Tac à Paris, avec qui il avait participé peu avant à l'opération Savanna, utilise ce contact et retrouve Le Tac, qui s'empresse de rallier l'équipe Joséphine B dans la région de Bordeaux.
Début juin, une reconnaissance leur permet de constater qu'il n'y a qu'un gardien à Pessac et qu'il n'y a pas à redouter le passage d'une patrouille. Le sabotage peut être entrepris. Dans la nuit du 6 juin, ils s'emparent d'un camion pour aller jusqu'à Pessac et pouvoir rapidement gagner le large. Mais le camion tombe en panne. Ils devront faire les trajets à bicyclette.
Dans la nuit du 7 au 8, ils réalisent enfin le sabotage. Selon le récit d'Henri Noguères : 

« utilisant des bicyclettes — également « empruntées » — les saboteurs arrivent à pied d'œuvre. Ils retrouvent sans peine leurs explosifs là où ils les avaient cachés la première nuit : dans des fougères à une centaine de mètres du transformateur, et Varnier, l'artificier de l'équipe, s'assure aussitôt que les détonateurs fonctionneront, malgré l'humidité.

Forman escalade alors le mur — en évitant soigneusement tout contact avec le câble à haute tension qui ceinture le bâtiment — et, sautant dans la cour, vient, tout simplement, de l'intérieur, ouvrir la porte à ses camarades. L'affaire est ensuite rondement menée. En moins d'une demi-heure les charges de plastic, contenues dans des boîtes aimantées et reliées à des bombes incendiaires, sont placées sur chacun des huit principaux transformateurs. Les quatre hommes s'étaient à peine éloignés, pédalant de toutes leurs forces, que déjà les explosions retentissaient et les flammes montaient vers le ciel, bientôt balayé par les faisceaux des projecteurs de la « Flak » qui cherchaient vainement les bombardiers… »

L'équipe passe en zone sud.
Le 8 août, l'opération de ramassage par Lysander demandée à leur intention échoue. Londres donne l'ordre de faire rentrer l'équipe en Angleterre via l'Espagne.

## Bilan de la mission
Six transformateurs (sur les huit sabotés) sont détruits. Conséquences :
- paralysie totale du poste de transformation pendant plusieurs mois.
- trafic ferroviaire et fonctionnement de la base sous-marine de Bordeaux : perturbés.
- Ville de Pessac : la ville doit payer une amende d'un million de francs ; le couvre-feu est avancé à 21 h 30.
- Selon la rumeur publique, douze soldats allemands sont fusillés pour n'avoir pas su protéger la station contre les saboteurs.